# Махендрапала I
Махендрапала I (*महेन्द्र पाल, д/н — 910) — індійський магараджахіраджа (цар царів) з династії Гуджара-Пратіхарів у 885–910 роках.

## Життєпис
Про його молоді роки мало відомостей. Ймовірно військові та політичні знання здобув, допомагаючи батькові Бходже I у боротьбі проти сусідів. У 885 році після смерті останнього проводить обряд своєрідної коронації у Каннауджі, яка закріплюється як столиця Пратіхарів.
Час володарювання Махендрапали I — це період найвищого підйому держави. Значну частину життя вів війни проти ворогів у північній Індії. Було завдано рішучої поразки Нараянапалі, володарю держави Пала, після чого приєднано Маґадгу та частину північної Бенгалії. На заході війська Пратіхарів дійшли до Аравійського моря, підкоривши Катхіавар. На півночі зумів зберегти область Карналу під своєю владою у боротьбі з Сангара-варманом, магараджею Кашміра.

## Культура
Махендрапала I був покровителем мистецтва та літератури. За його правління значно розбудовується столиця Каннаудж, з'являються численні храми. При дворі Пратіхарів з'являються численні поети та музики, які прославляють володаря. Найвідомішим з них був Раджасекхара.

## Родина
- Бходжа, володар у 910–912 роках
- Махіпала володар у 912–944 роках